# Gösta Pettersson (konstnär)
Clas Gösta Antonius Pettersson, född 4 oktober 1923 i Ängelholm, död 7 maj 2015 i Lidköping, var en svensk målare verksam i Lidköping och Falköping.
Han var son till läkaren Per Samuel Pettersson och Kristina Elisabeth Svensson samt från 1951 gift med Kajs-Marie Reimers. Pettersson studerade vid Valands konstskola 1945–1947 och vid Kungliga konsthögskolan i Stockholm 1947–1952 och genom självstudier under resor till Nederländerna, Frankrike och Spanien.
Separat har han ställt ut i Stockholm på bland annat Färg och form, Galerie Æsthetica 1969 samt på God konst i Göteborg 1958, och i Malmö, Jönköping, Borås, Umeå, Lidköping och Örebro.
Tillsammans med Jalmar Lindgren ställde han Falköping 1953 och Jönköping 1958. 
Han har medverkat i samlingsutställningen Konsten nyss och nu arrangerad av Konstfrämjandet, Stockholmssalongen på Liljevalchs konsthall Decemberutställningen på Göteborgs konsthall, utställningen Sex unga på Galerie Æsthetica, Nyårssalongen i Helsingborg, samt i utställningar arrangerade av Värmlands konstförening och Norra Värmlands konstförening. Han har varit representerad i flera utställningar med Skaraborgskonstnärer som visats på ett flertal orter i Sverige.
Han tilldelades Skaraborg läns landstings kulturstipendium, Falköpings kommuns kulturstipendium och legat från C.L. Kinmansons fond. 
Som illustratör illustrerade han bland annat Gunnar Jungmarkers Från Falbygden 1960 och Lars-Erik Linnarssons Köpstad på Falan 1964. Till hans offentliga arbeten hör en al seccomålning på Falköpings lasarett och en al frescomålning i Odenhallen i Falköping.
Pettersson är representerad vid Moderna museet, Göteborgs konstmuseum, Hallands konstmuseum, Jönköpings museum, Borås konstmuseum, Falbygdens museum, Smålands museum och Sandefjords kommun.